# 吉列尔梅·科斯塔·马克斯
吉列尔梅·科斯塔·马克斯（Guilherme Costa Marques ，1991年5月21日—），是一名巴西职业足球运动员，司职中场，2024年時效力于中国足球协会超级联赛俱乐部长春亚泰足球俱乐部。

## 生平
吉列尔梅生于巴西特雷斯里奥斯 ，他起初踢的是室内五人制足球，并在一所足球学校受訓。  後來他打算成為一名足球運動員。  之後吉列尔梅移居葡萄牙，2009年，他加入布拉加體育會青年隊。 